# Nokia N77
Il Nokia N77 è un telefono cellulare prodotto dall'azienda finlandese Nokia e messo in commercio nel 2007.

## Caratteristiche
- Dimensioni: 111 x 50 x 18 mm
- Massa: 114 g
- Risoluzione display: 240 x 320 pixel a 16 000 000 di colori
- Durata batteria in conversazione: 4 ore
- Durata batteria in standby: 170 ore (7 giorni)
- Fotocamera: 2.0 megapixel
- Bluetooth